# ۲۱ دسامبر
۲۱ دسامبر در تقویم گرگوری، سیصد و پنجاه و پنجمین (در سال‌های کبیسه سیصد و پنجاه و ششمین) روز سال است. ۱۰ روز تا پایان سال باقی است.

## رویدادها
- ۱۹۵۹ - تهران – ازدواج محمد رضا شاه پهلوی و فرح دیبا.
- ۱۹۶۴ - تهران - آیت‌الله مطهری و بهشتی و محمدجواد باهنر و علی اکبر هاشمی رفسنجانی در حسینیه ارشاد وعظ می‌کنند. هزینه بنای این مسجد را بازرگانان تهران پرداخته‌اند.
- ۱۹۸۸ - سقوط - پرواز شماره ۱۰۳ پان امریکن در لاکربی بر اثر انفجار بمب
- ۲۰۱۲، پدیده ۲۰۱۲ [۱]

## زادروزها
- 1118 - تامس بکت اسقف اعظم در کلیسای جامع کانتربری.
- 1401 - مازاتچو از نقاشان اهل ایتالیا.
- 1682 - جک رکهم یک ناخدای معروف دزدان دریایی انگلیسی در سده ۱۸ میلادی.
- 1795 - لئوپولد فون رانکه مورخ آلمانی.
- 1804 - بنجامین دیزرائیلی سیاستمدار و رمان‌نویس بریتانیایی.
- 1805 - توماس گراهام شیمیدان اسکاتلندی.
- 1840 - نامق کمال شاعر عثمانی، نویسنده، اصلاح‌طلب و روزنامه‌نگار ترکیه.

نامق کمال

- 1859 - گوستاو کان شاعر و منتقد هنری قرن نوزدهم میلادی اهل فرانسه.
- 1890 - هرمان جوزف مولر دانشمند و ژنتیک شناس آمریکایی.
- 1917 - هاینریش بل نویسنده آلمانی و برنده جایزه نوبل ادبی.
- 1918 - کورت والدهایم سیاست‌مدار و دیپلمات اتریشی و چهارمین دبیر کل ملل متحد.
- 1937 - جین فوندا هنرپیشه سرشناس آمریکایی.
- 1940 - فرانک زاپا آهنگساز، نوازنده گیتار الکتریک و کارگردان فیلم آمریکایی.
- 1942 - هو جینتائو رئیس‌جمهور اسبق چین.
- 1947 - پاکو د لوسیا آهنگساز و نوازنده گیتار اهل اسپانیا.
- 1948 - ساموئل ال. جکسون بازیگر آمریکایی و نامزد جایزه‌های اسکار، گلدن گلوب و بفتا.
- ۱۹۴۹ - توماس سانکارا از رهبران کاریزما در آفریقای جنوبی.
- 1959 - فلورنس گریفیت-جوینر ورزشکار زن رشتهٔ دو و میدانی اهل کشور ایالات متحده آمریکا.
- 1963 - گوویندا بازیگر سینمای هند.
- 1966 - کیفر ساترلند هنرپیشه، تهیه‌کننده و کارگردان کانادایی.

کیفر ساترلند

- 1967 - میخائیل ساکاشویلی از سیاست‌مداران گرجستان و رئیس‌جمهور سابق آن کشور.
- 1969 - ژولی دلپی هنرپیشه، فیلم‌نامه‌نویس، خواننده، ترانه‌سرا و کارگردان فرانسوی-آمریکایی.
- 1972 - کلودیا پول شناگر اهل کشور کاستاریکا.
- 1981 - کریستیان زاکاردو بازیکن فوتبال و اهل ایتالیا.
- 1982 - ادی کولون یک کشتی‌گیر حرفه‌ای آمریکایی.
- 1988 - یاسمین دی‌جی، ترانه سرا و خواننده ایرانی - بریتانیایی.
- 1990 - یوآنیس فتفاتزیدیس بازیکن فوتبال اهل کشور یونان.[۲]

## مرگ‌ها
- ۱۲۱۵ - علی بن محمد ابن الولید، داعی مطلق و رهبر اسماعیلی یمنی.[۳]
- ۱۳۷۵ - جووانی بوکاچو، نویسنده.
- ۱۵۱۶ - عایشه باعونیه، صوفی و شاعر شامی.
- ۱۹۴۰ - اف. اسکات فیتزجرالد، نویسنده
- ۲۰۱۷ - علیرضا یلدا، پزشک و دانشگاهی ایرانی.